# Miss Gabon
Miss Gabon est un concours de beauté féminine, destiné aux jeunes femmes habitantes et de nationalité gabonaise.

## Lauréates
| Année | Nom                                | Province représentée | Commentaire |
| ----- | ---------------------------------- | -------------------- | --- |
| 2001  | Aicha Sidi                         | Woleu-Ntem           | |
| 2002  | Chérie Yoni Tsango                 | Ogooué-Lolo          | |
| 2003  | Tatiana Ndombi                     | Ogooué-Maritime      | |
| 2004  | Lynn Sheryl Miyodzi Sanda          | Nyanga               | |
| 2005  | Cornelia Anaïs Moukagni            | Haut-Ogooué          | |
| 2006  | Vannesa Simost                     | Ogooué-Maritime      | |
| 2007  | Queenie Sherryle Medza M'Owono     | Moyen-Ogooué         | |
| 2008  | Aurelia Claire Arombino            | Moyen-Ogooué         | |
| 2009  | Marlyne Léa Ayene Ella             | Estuaire             | Elle participe au concours Miss univers 2009 où est occupe le rang de 2ieme dauphine Miss Univers 2009.                |
| 2012  | Marie-Noëlle Ada Meyo              | Ngounié              | Elle est la première gabonaise à participer à Miss Monde.                                                              |
| 2013  | Ruth Jennifer Ondo Mouchita        | Haut-Ogooué          | |
| 2014  | Maggaly Omrnellia Emanuelle Nguema | Estuaire             | Elle a terminé 2e dauphine au concours Miss Supranational 2015. Elle a été élue Miss Cemac 2015 à N’Djaména, au Tchad. |
| 2015  | Reine Ngotala                      | Nyanga               | |
| 2016  | TBA                                | TBA                  | TBA |